# Perspective (représentation)
Pour les articles homonymes, voir Perspective.

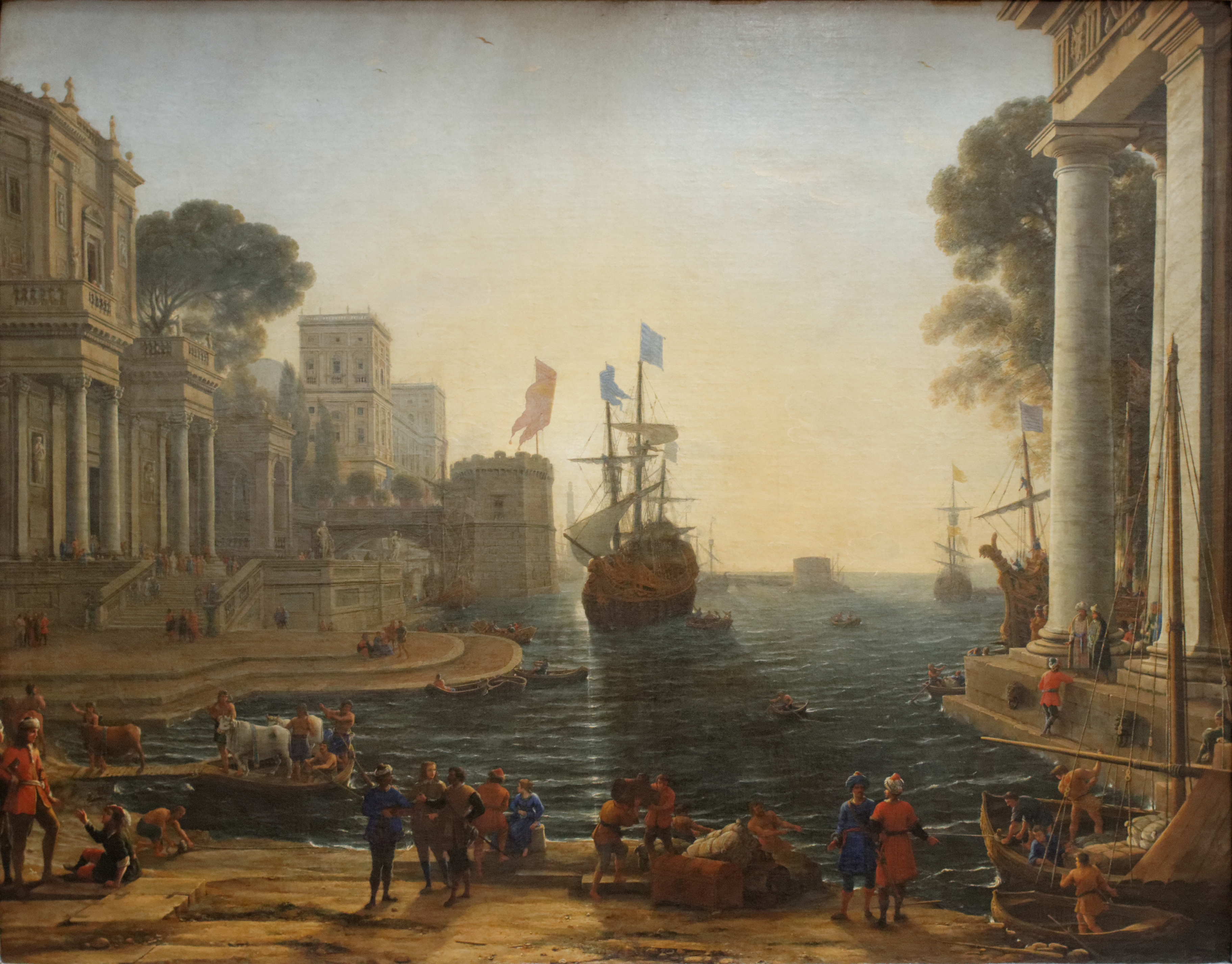
Effet de perspective dans Ulysse remet Chryséis à son père du Lorrain, vers 1644.

La perspective est l'ensemble des techniques picturales destinées à représenter les trois dimensions d'un objet ou d'une scène par une image sur une surface, le plus souvent plane,.
Les techniques de perspective utilisent certains des indices qui fondent la perception de la profondeur. L'enseignement la décompose en perspective linéaire, technique du dessin et de la géométrie des contours, et en perspective aérienne, technique picturale qui s'intéresse au rendu des objets lointains.
Le terme  « raccourci » désigne l'application de la perspective à la figure humaine et aux animaux.
La plupart des méthodes s'appliquent à une portion finie de surface plane, feuille, tableau ou écran.
La complexité des procédés de représentation de la profondeur sur une surface sans épaisseur dépend des suppositions de départ de la construction. Les plus simples, comme la perspective cavalière, présentent un résumé des vues en plan et en élévation, plutôt qu'une représentation réaliste. La perspective cavalière suppose un observateur placé à une distance et une hauteur infinies dans une direction oblique par rapport au sujet, capable cependant d'en voir parfaitement tous les détails. La volonté de susciter une illusion de profondeur aboutit à des techniques plus complexes, parentes de la géométrie descriptive.

## Usages des effets de perspective
Dans le dessin industriel, pour visualiser la forme générale des pièces, ou des ensembles de pièces d'une façon plus synthétique que dans les trois vues orthogonales qui les décrivent en général entièrement, on utilise une perspective simplifiée, cavalière ou axonométrique, qui a en outre l'avantage de permettre un relevé de cotes.

### Représentation de la profondeur

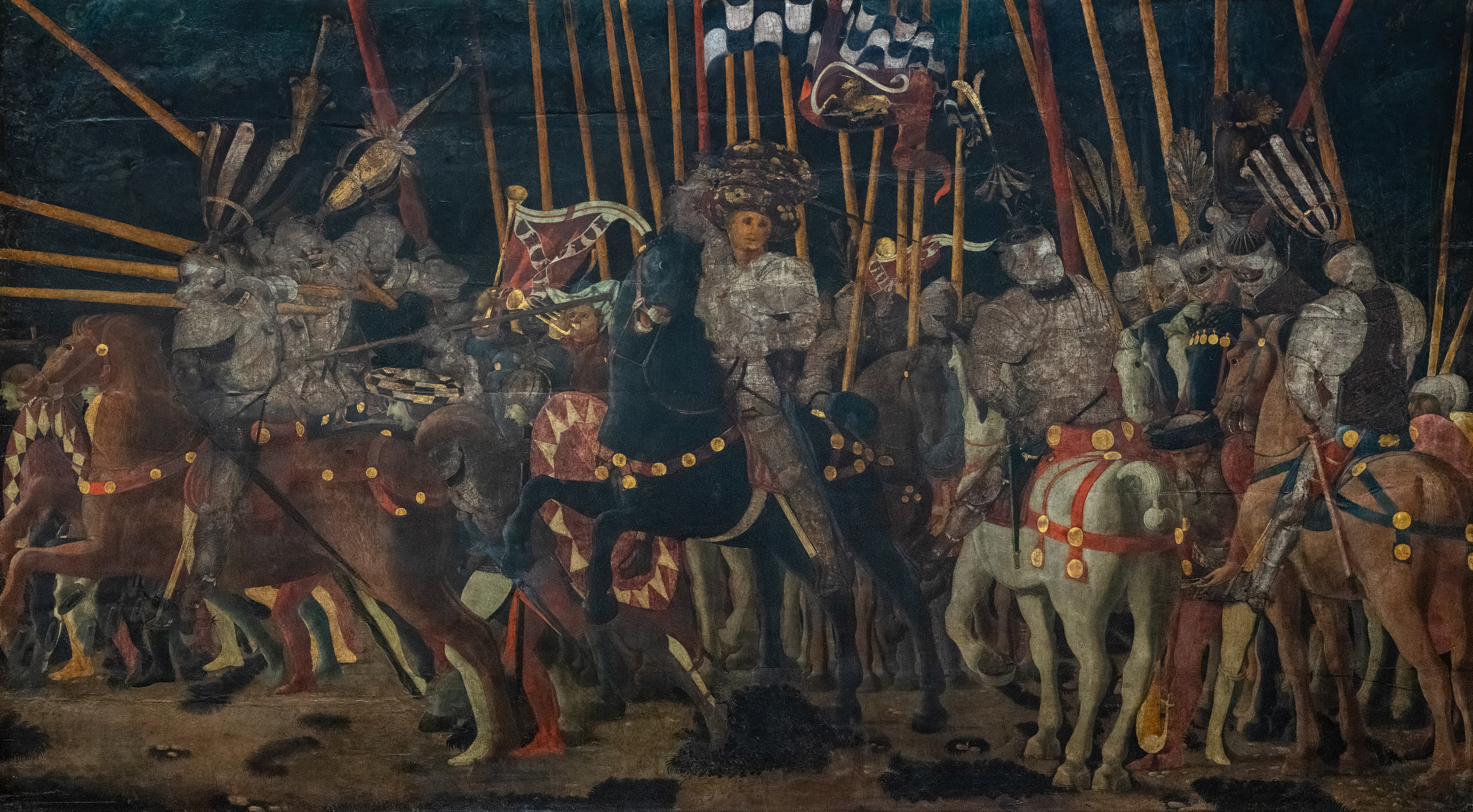
La Contre-Attaque de Micheletto Attendolo da Cotignola de Paolo Uccello (1438) établit la profondeur de la scène par des plans successifs et le raccourci du corps des chevaux vus de trois-quarts.

La représentation du volume implique d'abord celle de plans successifs. Un objet proche cache un objet lointain. Cette occultation ne va pas de soi. Mais elle ne constitue pas une véritable perspective ; il faut, avant d'y parvenir, considérer la diminution de la taille apparente des choses avec l'éloignement. Pour la plupart des objets, qui n'offrent pas au spectateur de repères évidents, comme dans les paysages naturels, ces considérations suffisent à la production d'une apparence compréhensible comme un volume. Les artistes peintres, face à un paysage naturel, pratiquent le plus souvent la perspective à l'œil ou « de sentiment ». Ils désignent communément comme raccourci l'effet de la représentation perspective des êtres humains et de certains animaux comme les chevaux. Dans le paysage composé, aucune réalité extérieure ne guide le dessin, et la succession des plans séparés par des objets qui font écran désigne la profondeur de la vue.
Les formes géométriques de l'architecture, dont le spectateur connaît les lignes droites parallèles, exigent des calculs plus rigoureux. Quand ces formes coexistent, dans le dessin, avec des objets plus variables comme la figure humaine, elles assistent vigoureusement le spectateur dans son interprétation perspective de ce qu'il voit. Les constructions géométriques supposent, comme l'indique Albrecht Dürer dès le titre de son traité de perspective, la mesure de l'objet à représenter. À défaut, des instruments comme les perspectographes aident à la mise en place d'un dessin en perspective. Le désir de réalisme et de rendre le dessin indépendant du coup d'œil de l'artiste amène à utiliser des artifices plus perfectionnés. Canaletto réalise ses tableaux à partir de dessins tracés à la chambre noire ; Wollaston propose la chambre claire.

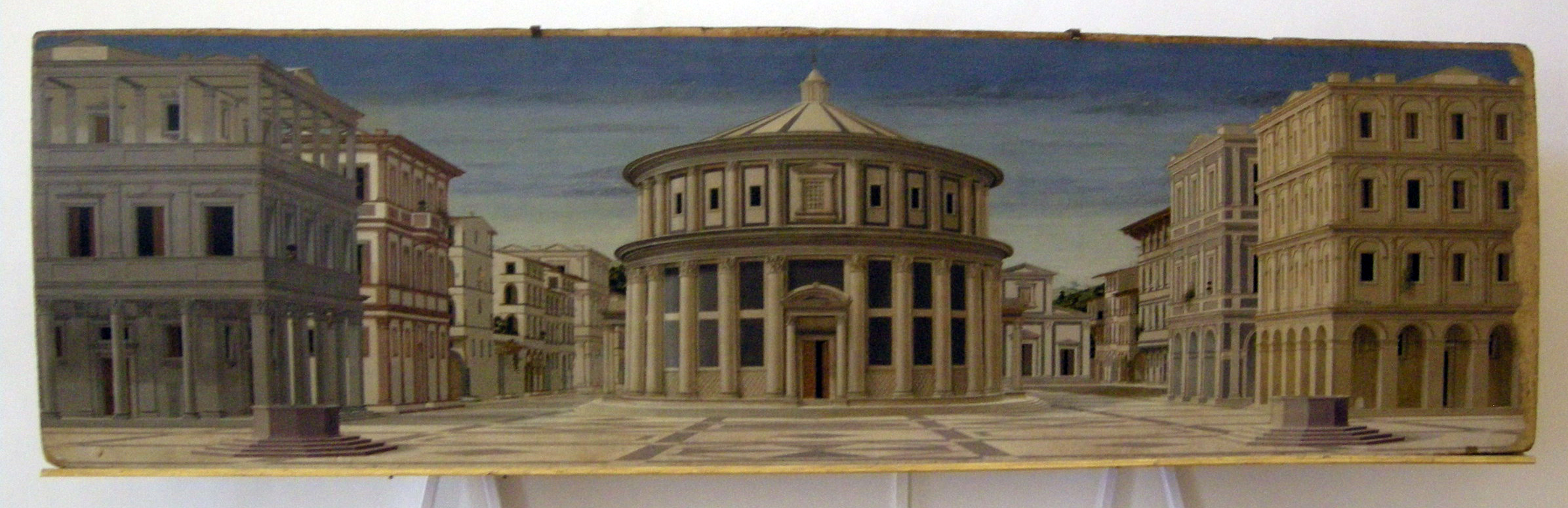
Cité idéale d'Urbino, Galerie nationale des Marches à Urbino en Italie. Utilisation de la perspective comme moyen d’ordonnance et de gouvernance de la Cité. (Cf.Renaissance à Urbino.)

### Trompe-l'œil
« Le trompe-l'œil est l'aboutissement extrême d'une conception de la peinture qui en fait l'imitation illusoire du réel » ; cette application des règles de la perspective linéaire trouve aussi des applications en tant que telle, pour « tromper » le spectateur, établir l'illusion.

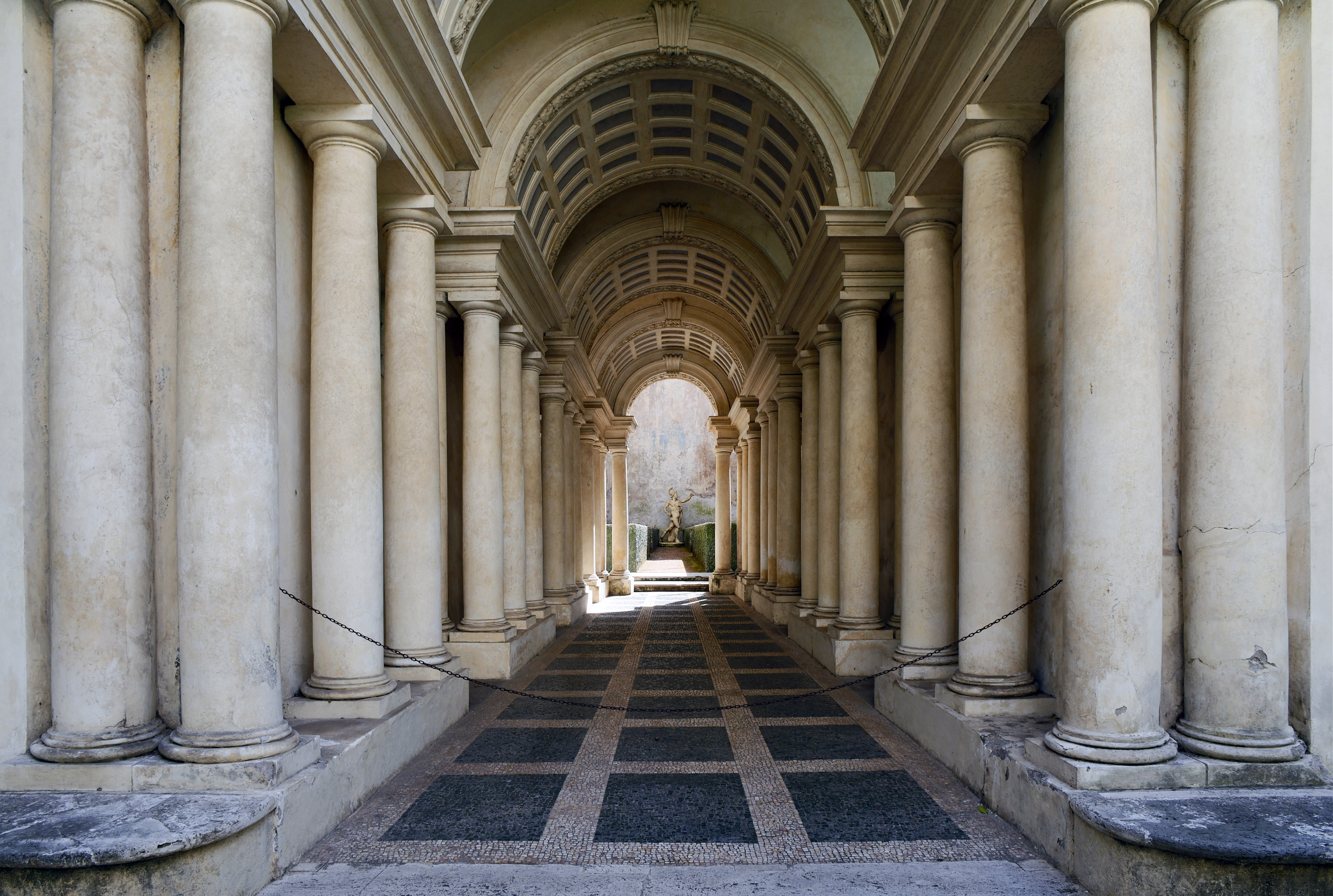
Galerie du Palazzo Spada construite par Francesco Borromini.

En architecture un effet de perspective accélérée ou perspective forcée vise à faire paraître plus longue une pièce qu'elle n'est en réalité, depuis un certain point de vue. L'architecte dispose les parois de ce volume de telle sorte qu'elles semblent être de longs rectangles parallèles, alors qu'ils sont bien plus courts, mais pas rectangulaires. La galerie de colonnes du Palazzo Spada, construit par Francesco Borromini constitue un trompe-l’œil architectural. La galerie vide semble avoir une trentaine de mètres de long alors qu'elle n'a que 8,82 m.
La chambre d'Ames pousse cette illusion d'optique, qui se démasque lorsqu'on change de position.
Un décor de théâtre peut représenter à plat une rue ou un paysage, qui prolonge plus ou moins insensiblement la scène, où peuvent circuler les acteurs, avec, souvent, des éléments de décors qui limitent la transition et la rendent insensible.
Des psychologues se sont demandé dans quelle mesure l'habitude d'interpréter des images en perspective, comme les photographies, pouvait influencer ces illusions. Le spectateur, face à une représentation à plat d'une scène en volume, fait certainement un effort d'interprétation qui a fait évoquer la suspension volontaire de l'incrédulité.

### Limites
On représente une petite partie de l'espace. On conçoit toujours les bords du champ représenté comme prolongeant en ligne droite les bords du tableau. Le plus souvent, le tableau est rectangulaire ; il ouvre sur une pyramide. Hors le cas du panorama, qui n'a pas de limites latérales et pas nécessairement de bord supérieur, tout ce qui est derrière le peintre est ignoré. Les seuls rayons lumineux qui sont pris en compte viennent de devant, on ne se permet pas d'y superposer les images qui viendraient de l'arrière, sauf par l'artifice fréquent d'inclure dans le décor des miroirs réfléchissant cet arrière-plan.
La perspective linéaire présente une limitation du champ d'observation. Le champ d'observation correspond à une position sur le terrain, qui peut se définir par les objets qu'on y voit en enfilade. Les bords du cadre délimitent un angle de champ. Le spectateur, placé à un point homologue par rapport au tableau, voit l'espace peint dans le même angle. Lorsque cet angle est assez faible, le spectateur comprend le volume en perspective même s'il ne se trouve pas au point idéal. Le spectateur peut aisément se déplacer de droite à gauche pour se placer correctement par rapport au tableau, il lui est beaucoup plus difficile de se déplacer dans le sens vertical. Les artistes sont donc portés à sacrifier l'étendue de la représentation, au profit de la liberté de mouvement du spectateur, qui n'est pas astreint à regarder le tableau dans un œilleton.

### Paradoxes

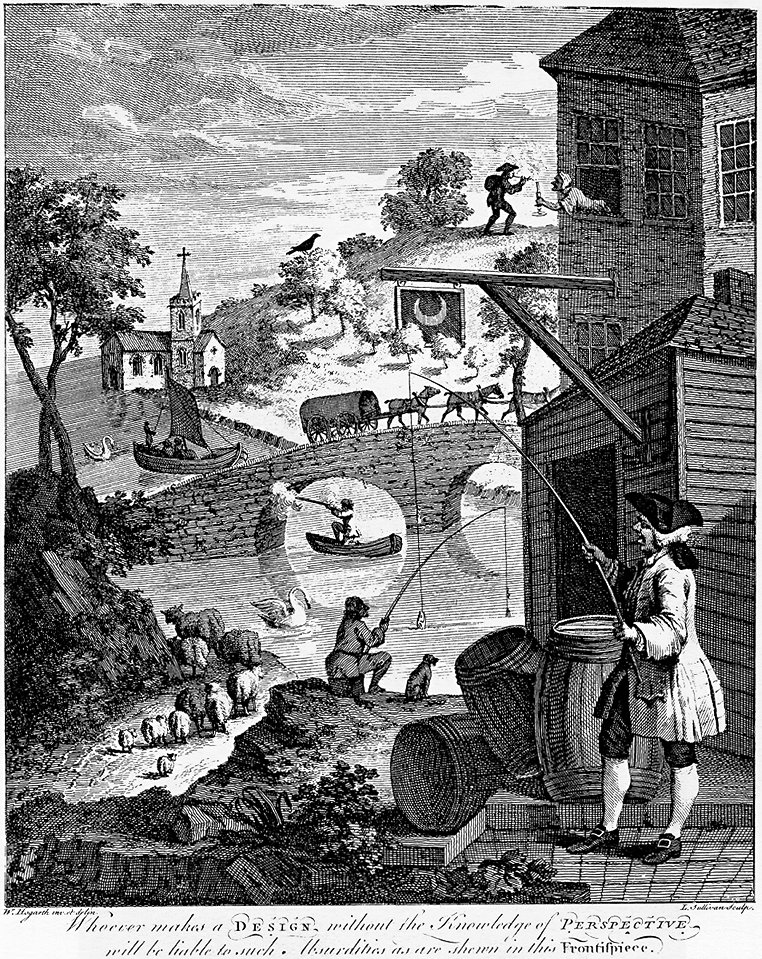
Gravure de William Hogarth, 1753

L'application perverse des règles de la perspective, afin de représenter dans ce style des objets qui ne pourraient avoir d'existence, est, au moins depuis William Hogarth, un amusement et une source de réflexions sur la perception visuelle. Toute une catégorie d'illusions visuelles sont des dessins comme le blivet ou le triangle de Penrose.
D'une façon générale, ces dessins profitent de l'impossibilité d'examiner à la fois l'image entière et ses détails, pour placer des indices contradictoires sur la position et la taille des objets.

Illusion de Ponzo.

La perception de l'échelle des objets et de leur distance dépend d'une exigence constante de la représentation perspective, la diminution de taille des objets avec la distance. Cette notion, qui fait l'objet de travaux en psychologie expérimentale, est à la base d'illusions d'optique basées sur des formes simples où manquent la plupart des détails qui permettent d'identifier un sujet et sa profondeur. Dans l'illusion de Ponzo (en), l'illusion de base de la perspective selon Richard Gregory, la ligne supérieure semble plus grande, alors qu'elle est de la même taille que la ligne inférieure. Deux formes sont particulièrement importantes pour la perception de la profondeur : la convergence des lignes et les pointes d'angles. L'illusion de Müller-Lyer montre l'importance des pointes pour la perception des tailles, hors de tout contexte figuratif. Ces effets de la perspective s'exercent principalement quand il y a des lignes droites et des angles droits, c'est-à-dire dans les représentations de constructions humaines. Du point de vue de la perception, la perspective axonométrique ne montre pas les objets en volume, bien qu'elle les explique ; elle donne l'impression que les parties lointaines sont plus grandes que les parties proches, parce qu'elles sont représentées avec la même dimension.
Les artistes conscients de ces effets en ont parfois joué, comme René Magritte, pour créer des représentations paradoxales, où se contredisent les principaux effets de la profondeur : un objet proche cache un objet lointain ; les lignes parallèles convergent au loin ; les objets lointains paraissent plus petits.

## Techniques
La perspective formalisée depuis la Renaissance se distingue par sa rigueur mathématique ; elle a surtout servi quand le tableau représente de l'architecture, dont les arêtes rectangulaires donnent au spectateur des indices de la profondeur. Le paysage naturel, la représentation d'êtres humains ou d'animaux en utilisent des versions plus intuitives, la perspective de sentiment. Quelques tracés construits pour l'architecture, proche ou lointaine, donnent au spectateur suffisamment d'indices sur le volume. Toutes les techniques doivent respecter certaines conditions de départ, qui ont parfois été vivement débattues :
1. Une vision monoculaire fixe ;
2. Une projection d'une partie de l'espace sur une surface, le « tableau » ;
3. Une suspension du temps : le peintre est immobile, la scène est immobile, le spectateur est immobile, on ne décrit pas l'histoire, la Storia, mais l'espace, l'ensemble des lieux[21] ;
4. Un spectateur doué des aptitudes perceptives visuelles ordinaires en ce qui concerne l'appréciation de la taille, de la continuité et de la position des choses et qui connaît déjà les classes d'objets qui lui sont présentées ;
5. Un point de vue unique sur le sujet[c],[23] ;
6. Un spectateur immobile installé à une position par rapport au tableau déterminée à l'avance, quoique l'artiste puisse sacrifier l'ampleur du sujet pour faciliter l'interprétation depuis d'autres emplacements[12].

Selon que l'on adopte telle ou telle variante dans le choix des positions dans l'espace de l'œil et du tableau, on obtient diverses variantes. La surface-tableau est un plan ou un non-plan, dans ce cas peut être dépliable, comme le cylindre des panoramas, ou non-dépliable comme la sphère.
La perspective fait partie des techniques de base du dessin. On distingue principalement la perspective linéaire, dans laquelle l'image d'une droite est une droite, et la perspective curviligne, dans laquelle l'image d'une droite est courbe. Dans le dessin d'architecture, la vue perspective s'obtient par calcul ou construction à partir des plans et élévations ; dans d'autres circonstances, l'artiste peut s'aider d'instruments développés depuis le Moyen Âge : cadre réticulé dit perspectographe, chambre noire depuis le XVIIIe siècle, chambre claire depuis le début du XIXe siècle et photographie depuis le milieu du même siècle.

### Perspective linéaire
La perspective linéaire domine la représentation graphique en Europe. Aujourd’hui contestée dans le domaine de la peinture et du dessin où elle fait partie de l'enseignement académique, elle règne dans la bande dessinée, dans la publicité et dans l'illustration où le dessin côtoie et complète les photographies dont la structure géométrique est identique.
Il s'agit d'une projection selon un faisceau de droites passant par un même point (l'œil, ou l'observateur) sur une surface (le tableau). L'image d'une droite du sujet est une droite.

#### Simplifications
Très souvent, on simplifie les constructions et calculs de la perspective linéaire par des dispositions implicites qui finissent par devenir conventionnelles.
1. Les volumes se définissent par le cube imaginaire qui les contient[24].
2. Le tableau est vertical ; par conséquent, les verticales du sujet, qui lui sont parallèles, sont verticales et parallèles.

Plutôt que de construire rigoureusement et indépendamment chaque segment, on utilise un point de fuite vers lequel convergent toutes les parallèles du sujet. Toutes les perpendiculaires au tableau aboutissent à un point principal, situé au milieu de la largeur du tableau et pas trop loin du milieu de la hauteur. La représentation des distances se raccourcit au fur et à mesure que l'objet s'éloigne de l'observateur.

#### Anamorphoses
Confronté à la possibilité de peindre, non pas sur un plan vertical de dimensions restreintes, comme le veut la théorie d'Alberti du tableau comme fenêtre sur le sujet, mais sur un espace courbe, de grandes dimensions, comme la voûte d'un monument, Léonard de Vinci a indiqué les déformations régulières à appliquer au dessin, pour qu'un spectateur convenablement placé comprenne sans gêne le volume que l'artiste a voulu représenter. Aujourd'hui on appelle anamorphose ces opérations de déformation volontaire aussi bien que leur résultat. Elle peut se pratiquer pour obtenir l'expression du volume sur une surface non plane, comme l'étiquette d'une bouteille ou un abat-jour.
Au XVIIe siècle, les anamorphoses sont un terrain de jeux pour la géométrie, auquel les artistes peuvent aussi jouer. Le père Niceron leur consacre une bonne partie de sa Perspective curieuse. L'étirement horizontal ou vertical comme celui des miroirs déformants est simple et discret ; un étirement diagonal extrême dissimule le crâne humain dans la peinture Les Ambassadeurs de Holbein. Le motif n'apparaît que lorsque le spectateur abandonne une position relativement proche de celle prescrite par la perspective, pour une vue rasante du tableau.
L'anamorphose pratiquée sur surface plane dans le but de dépasser les limites de la représentation perspective linéaire s'appelle perspective curviligne.

### Perspectives curvilignes

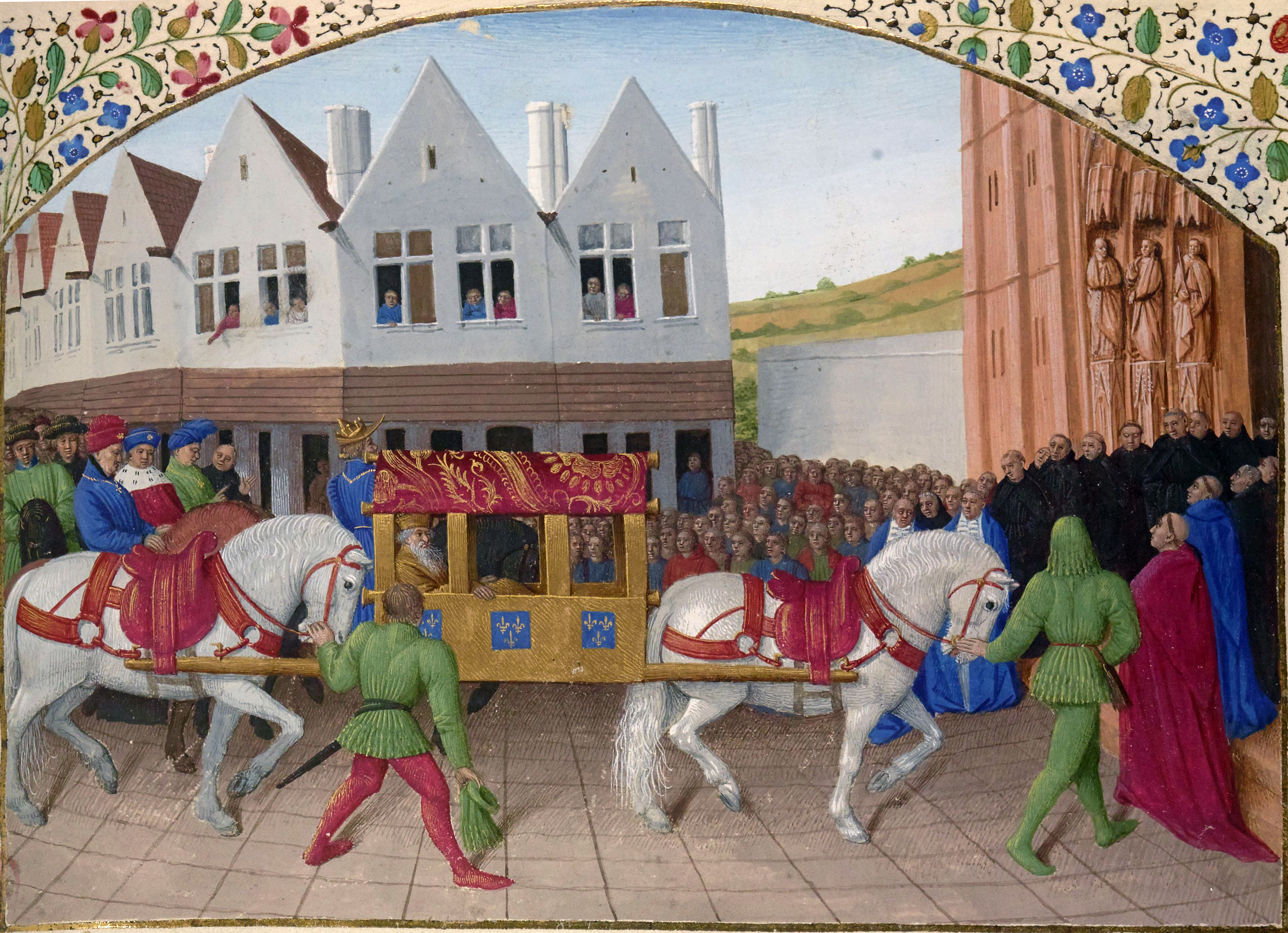
Enluminure de Jean Fouquet utilisant une perspective curviligne (entre 1455 et 1460)

Dans la perspective linéaire, une droite du sujet se représente par une droite sur le tableau. Dans les perspectives curvilignes, l'image d'une droite est, le plus souvent, une courbe.
La perspective linéaire ne reproduit adéquatement qu'une petite portion de l'espace. L'angle de champ est limité à environ 40° (-20° à +20°). Au-delà, le spectateur est perturbé dès qu'il n'est plus au point d'observation calculé ; il voit les lignes des sols « descendre » et ceux des plafonds « monter » sur les bords. On peut cependant avoir l'ambition de montrer un sujet qui se développe sur un espace plus large.
C'est le projet de la perspective curviligne. Elle participe de la même idée que celle des objectifs grand-angle utilisés sur les appareils de prise de vues, et extrapole donc la construction de l'image jusqu'à lui faire représenter un angle de vision de 180°, donc jusqu'à aller au cercle pour le cadre du dessin.
Selon Léonard de Vinci  « la perspective curviligne, qui rend compte des distorsions en largeur, correspondrait davantage aux effets de la vision ». C'est certainement le cas pour les décorations de grande dimension, quand le spectateur n'a pas le recul suffisant pour voir l'ensemble.
La perspective d'une scène vue par l'intermédiaire d'un miroir concave ou convexe, ou de la surface polie d'une cuillère, ou à travers un récipient courbe, est curviligne. Elle figure à ce titre dans nombre d'œuvres de la peinture depuis la Renaissance.
Les cartographes ont inventé, depuis Hipparque et Ptolémée pour la voûte céleste, nombre de projections d'une sphère sur un plan. Les opérations qu'elles requièrent, assez complexes, se retrouvent pourtant dans les grands traités de perspective dès le XVIe siècle. Les déformations que la perspective curviligne fait subir, particulièrement aux objets proches, limitent cependant leur application.
Maurits Cornelis Escher au XXe siècle a repris, dans ses recherches sur la perspective cylindrique, la perspective curviligne des enluminures de Jean Fouquet au XVe siècle qui figure, sur un espace restreint, le parcours panoramique du regard. Elle est également utilisée en dessin animé pour les décors devant représenter une rotation de caméra par une translation du support de l'image[réf. souhaitée].

### Perspective aérienne

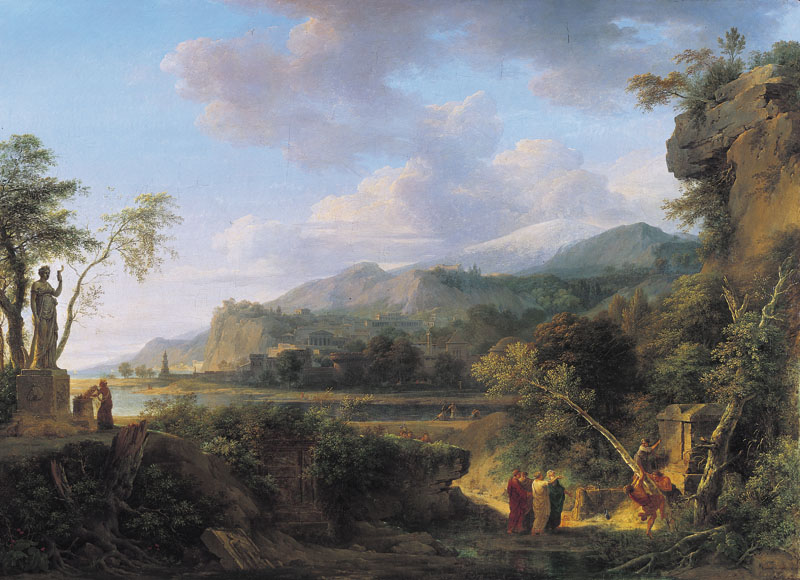
Cicéron découvrant le tombeau d'Archimède, de Pierre-Henri de Valenciennes.

Une représentation adéquate de l'espace, dans laquelle le spectateur reconnaît la profondeur conformément aux intentions de l'artiste, n'exige pas seulement de la géométrie.
Dans le paysage, le sujet comprend des parties éloignées, sur lesquelles l'influence de la transmission de la lumière par l'atmosphère se font sentir. Les artistes de la Renaissance se sont préoccupés de ce phénomène au même titre que de celui de la perspective géométrique, dont les résultats s'appliquent surtout à l'architecture et aux représentations de bâtiment. En conséquence, la doctrine classique de la perspective aérienne conseille de peindre les lointains, toujours noyés d'un peu de brume :
- légèrement confus, et sans trop de détails, avec du sfumato ;
- en couleurs dégradées, tirant sur le gris[34] ;
- froids, c'est-à-dire bleuâtres.

Ces considérations s'appuient principalement sur l'observation. En 1791, Watelet estime que la perspective aérienne « n'est pas soumise à des principes rigoureusement démontrés » et que « c'est surtout par l'observation que l'artiste apprendra les loix de la perspective aérienne ». Une cinquantaine d'années plus tard, von Brücke aborde le sujet d'un point de vue scientifique dans ses Principes scientifiques des beaux-arts. Plusieurs autres savants comme Helmholtz et Rayleigh fourniront au XIXe siècle des études scientifiques sur la diffusion de la lumière dans l'atmosphère, responsable de la couleur du ciel. À la même époque, de nombreux artistes manifestent un intérêt renouvelé pour la figuration de la lumière et de ses effets.
Un artiste peut appliquer à la fois la perspective linéaire et la perspective aérienne à un même tableau, aussi bien qu'il peut n'utiliser que l'une ou l'autre. Les peintres français du XVIIIe siècle, tout comme les peintres chinois classiques ont été très attentifs à la perspective aérienne.

### Axonométries
La perspective axonométrique peut se considérer comme une variante de la perspective linéaire dans laquelle l'observateur se situe à l'infini, de sorte que le raccourcissement des lignes ne dépend que de leur angle avec l'axe d'observation. Elle est très défectueuse du point de vue de la représentation de l'espace, mais permet des mesures de l'objet représenté sur le dessin : elle conserve les rapports entre les longueurs sur l'objet selon une direction de l'espace et les longueurs sur la représentation qu'en fait le dessin.
La perspective axonométrique dérive de la perspective cavalière. À la fin du XIXe siècle, Auguste Choisy en montre l'intérêt pour l'architecture. Son incapacité à représenter l'horizon n'a pas d'importance quand il s'agit de sujets limités en extension. Dans les bâtiments, les parallélépipèdes dominent ; la représentation axonométrique permet de mesurer leurs trois arêtes, là où il faut deux plans. Elle présente l'espace : même si la vue d'ensemble ne donne pas l'illusion du volume, le regard peut se promener sur les détails ; la perspective parallèle ne définit pas de point de vue. Walter Gropius prône la perspective axonométrique dans son enseignement au Bauhaus.
Il faut distinguer les axonométries droites, qui correspondent à une projection orthogonale au plan du dessin, des axonométries obliques, comme la perspective cavalière, qui projettent le volume selon un axe non perpendiculaire au dessin.
Gaspard Monge a généralisé sous le nom de géométrie descriptive la projection orthogonale sur le minimum de plans de projection nécessaires à la résolution d'un problème d'intersection entre deux surfaces par exemple. Il est fréquent qu'elle n'use que de deux plans de projection (frontal et horizontal), donc de deux perspectives axonométriques coordonnées. La géométrie descriptive utilise généralement les ombres pour communiquer une idée du relief.
On utilise parfois des perspectives dimétriques (conservation des longueurs selon deux directions) et surtout la perspective isométrique, qui conserve les longueurs sur les trois axes, largeur, hauteur, profondeur, selon trois directions situées à 60° les unes par rapport aux autres.
La perspective cavalière, originellement créée par les militaires pour étudier la tactique et les fortifications est encore parfois utilisée dans certains jeux vidéo voulant visualiser une grande surface de jeu. Le plan vertical (xOz) est en vraie grandeur, l'angle de fuite de (Oy) est 30° ou 45° par exemple, le coefficient de fuite est souvent 0,5[réf. souhaitée].

## Histoire et évolution

### Antiquité
Pour représenter un objet développé en trois dimensions sur une surface, il faut inscrire les signes qui le rendent reconnaissable. Cela n'implique pas que l'image soit conforme à une vue depuis un endroit déterminé. Les relations entre les objets peuvent donner lieu à des représentations où c'est le sens, et non la scène, qui fixe leur place.
L'architecte grec Ictinos avait, au Ve siècle av. J.-C., conscience de l'effet de la convergence des lignes sur la perception du volume. Les colonnes du Parthénon convergent sur un point situé à environ 2 000 m d'altitude, font paraître le monument plus haut que si elles étaient verticales.
Selon Vitruve, Agatharcos aurait mentionné dans son traité la notion des lignes de fuite issues d'un centre focal unique ; pour cette raison, des écrivains et des archéologues comme Karl Woermann ont supposé qu’il aurait introduit la perspective et l'illusion dans la peinture. Après Agatharcos, c'est Pamphile d'Amphipolis qui, dit-on, « fut le premier peintre qui étudia toutes les sciences, surtout l'arithmétique et la géométrie, sans lesquelles il affirmait qu'on ne pouvait atteindre à la perfection de l'art ». Pline mentionne aussi, chez Pausias de Sicyone, « l'art supérieur avec lequel il rendit les reliefs sur une surface plane, et, en raccourci, même toutes les formes pleines ». Ces quelques renseignements suffisent à montrer l'intérêt que les peintres grecs du IVe siècle av. J.-C. attachaient aux problèmes de la perspective et du raccourci, recherches dont on suit les progrès à travers l'évolution de la céramique apulienne. La peinture antique a presque entièrement disparu. Le trompe l'œil de la salle des masques de la maison d'Auguste au Palatin montre une des rares réalisations peintes avec construction perspective.
Les philosophes persans et arabes reprirent les travaux des philosophes et géomètres grecs. Au XIe siècle Alhazen explore les mécanismes impliqués dans les illusions d'optique dans son Traité d'optique dont la traduction en latin au XIIIe siècle puis en italien au XIVe siècle joue un rôle important dans les réflexions des peintres italiens de la Renaissance sur la perspective.

### Moyen Âge
Au Moyen Âge, les architectes connaissent des effets de perspective. La répétition avec diminution progressive des motifs ogivaux des entrées des cathédrales, augmente l'impression d'éloignement des portes.
Dans l'ensemble, les artistes et théoriciens comme Villard de Honnecourt se préoccupent plus du sens symbolique, de la lecture de l'image comme rébus, que de l'illusion de la présence du sujet. Pour exprimer la dévotion à la Vierge et la confiance en sa projection, ils peignent le groupe sous son manteau bleu. Les critiques du XXe siècle ont parfois appelé ces principes perspective signifiante, par opposition à la perspective linéaire qui domine désormais les représentations.

### Codification à la Renaissance

Perspective conique, méthode d'Alberti.

L'intérêt pour l'illusion se développe progressivement en Ombrie, à partir du XIIIe siècle. La perspective met l'observateur, peintre puis spectateur, à la base de la construction pictoriale, comme l'humanisme émergent met l'homme au centre de la réflexion. Cet intérêt est partagé en Flandres, où Jan Van Eyck introduit des éléments de perspective géométrique dans ses tableaux, en se servant, selon un chercheur, d'un perspectographe, que cependant il déplace au cours de son travail.
Filippo Brunelleschi serait à l'origine de la promotion de la perspective conique en 1425. Plusieurs auteurs rapportent que ce dernier aurait réalisé deux expériences à l'origine de la théorisation géométrique de la perspective conique par Alberti dans son traité De Pictura. La première de ces expérimentations se déroule sur la place du Baptistère de Florence. Brunelleschi conçoit une petite tablette (Tavoletta) de bois percé d’un trou pour l’œil et au revers duquel, il peint la façade du Baptistère de Florence ; dans sa partie supérieure, il fixe une plaque de métal poli qui reflète le ciel. Le spectateur doit alors se présenter à l'arrière de cette tablette en se saisissant d'un miroir qu'il présente face à la représentation figurant sur la face avant. Ainsi, le spectateur est positionné afin de pouvoir apercevoir la place (qui se situe dans son dos) où le dessin du Baptistère se superpose par le jeu du reflet, au véritable bâtiment, créant l'illusion d'un espace unique et continu. La deuxième expérimentation se déroule quant à elle sur la place de la Seigneurie à Florence. Une nouvelle fois il réalise une peinture de la place sur une tablette dont il découpe la partie supérieure (en suivant une ligne respectant les contours supérieurs des bâtiments). Il positionne ensuite cette tablette sur la place de manière que depuis un point de vue unique, le spectateur ait le sentiment que la peinture coïncide précisément avec les bâtiments de la place.
Sous l'influence de l'œuvre de Masaccio et de Piero della Francesca la perspective se transforme de procédé d'atelier en théorie fondée sur la géométrie. Cependant, dès 1435, Alberti, dans son traité de peinture De pictura fait l'éloge « des visages peints qui donnent l’impression de sortir des tableaux comme s’ils étaient sculptés ». Pour cela, il souhaite 
« qu’un peintre soit instruit, autant que possible dans tous les arts libéraux, mais (…) surtout qu’il possède bien la géométrie » définissant ainsi les prémices d'une théorisation de la perspective.

#### Exemples de perspective d'œuvres de la Renaissance

##### Fresque de Masaccio

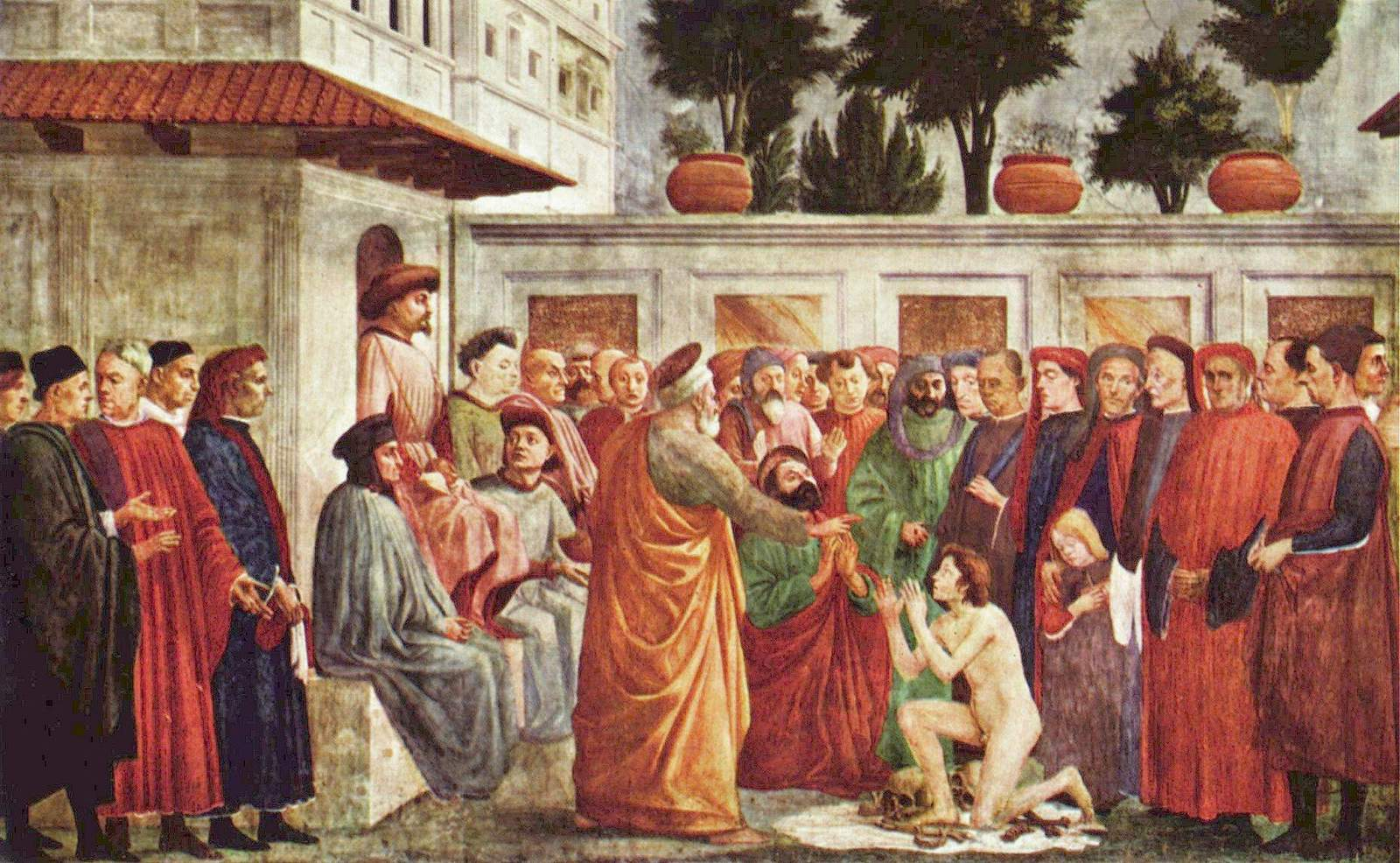
Peinture de Masaccio (1428)

Cette peinture de Masaccio (La Résurrection du fils de Théophile et L'Intronisation de saint Pierre) est une des premières (1428) mettant en scène un effort tout particulier. Seule la façade du bâtiment de gauche est représentée en « perspective monofocale centrée avec un point de fuite », il s'agit d'une étape dans la découverte complète de la perspective par la Renaissance ; le tableau complet est plus symétrique, il possède aussi un mur de droite en perspective et un auvent. Remarque : le plan horizontal du dessous de l'auvent, avec ses poutres, est d'une perspective évoquée approximativement. Cette façade est un plan vertical perpendiculaire au plan du tableau. En revanche le plan horizontal du sol n'est pas carrelé, il n'est pas en perspective. On remarque aussi que l'œil du peintre est à la même hauteur que les yeux des personnages debout. Le mur du fond, indépendamment des besoins scénographiques, est bien utile pour éviter de se poser la question de l'infini.

##### La Cité idéale

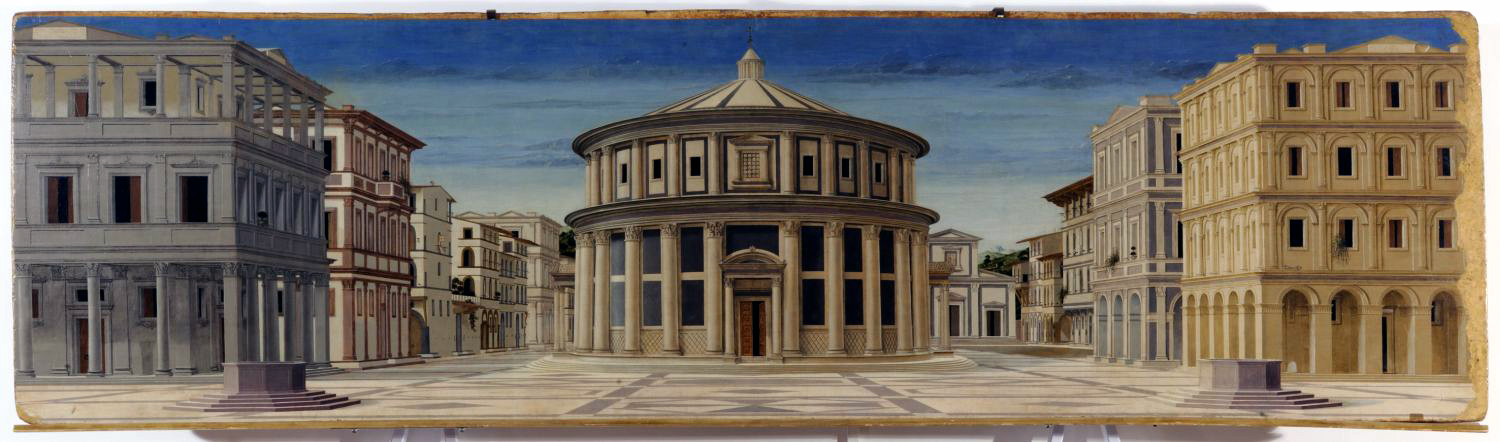
La Cité idéale à Urbino, d'abord et longtemps attribuée à Piero della Francesca puis à Luciano Laurana et maintenant à Francesco di Giorgio Martini.

La Cité idéale, peinte vers 1470-1475, représente exclusivement les formes géométriques de l'architecture. Trois tableaux connus peints à la même époque traitent du même thème.
À cette phase de la « découverte » de la perspective, le peintre fait de son tableau une démonstration de géométrie : les cercles horizontaux sont représentés par des ellipses, les plans traités en perspective sont les verticaux de gauche et de droite ainsi que le sol carrelé. Le ciel lui-même ressemble à un plafond horizontal avec des rangs de nuages parallèles dont l'intervalle respecte plus ou moins la règle de décroissance perspective. Le point de vue est au tiers inférieur du tableau.

### La perspective de bas en haut

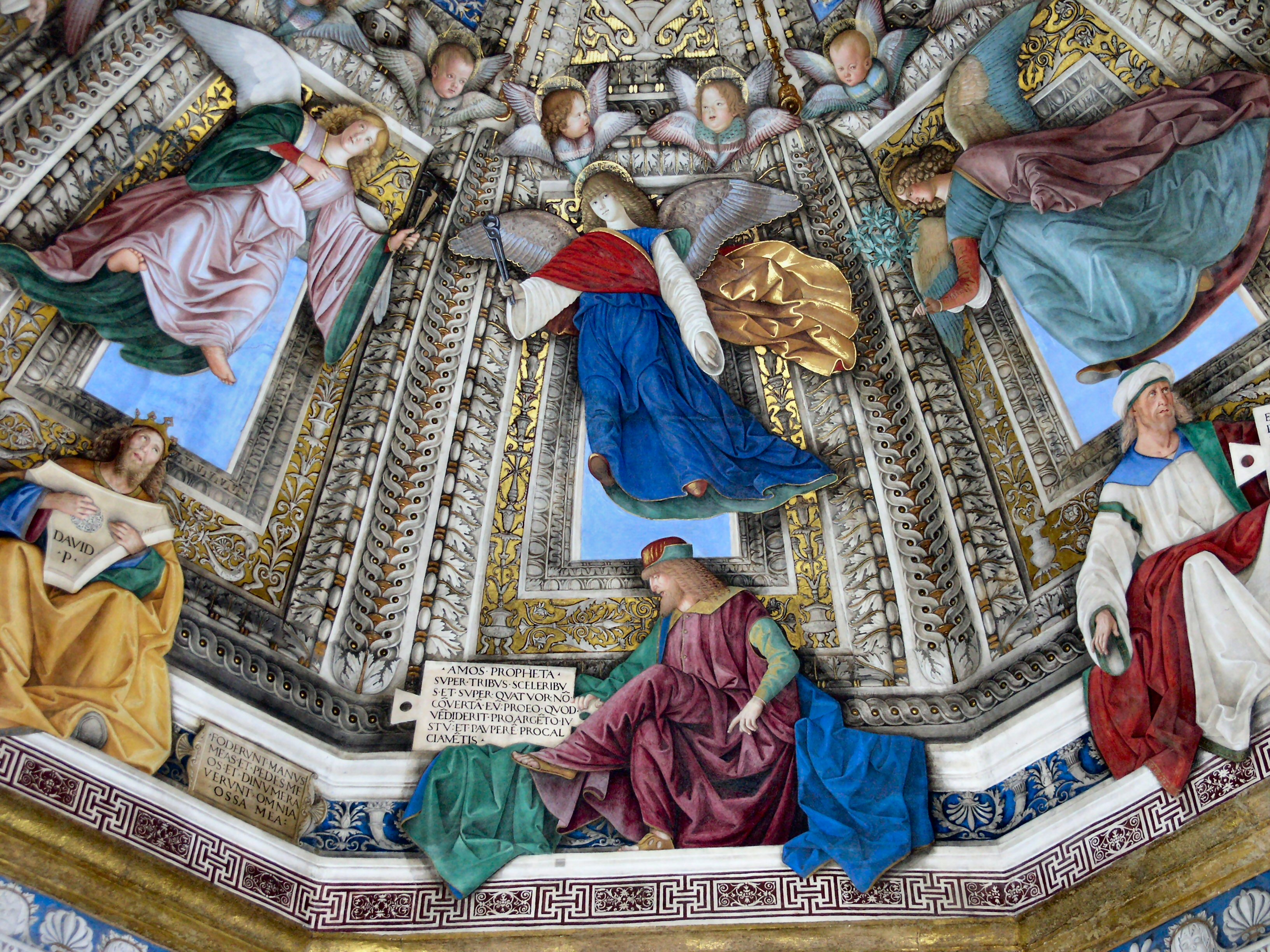
Melozzo da Forlì : perspective de bas en haut pour la Sainte Maison de Lorette.

Il est un cas pour lequel le concept de la fenêtre ouverte horizontalement sur le monde, qui gouverne la perspective telle que la présente Alberti, ne s'applique manifestement pas. C'est le cas de la décoration des plafonds et plus encore de l’intérieur des coupoles.
Melozzo de Forlì fut un célèbre maître de la perspective, comme son disciple Marco Palmezzano. Il fut le premier à employer la perspective de bas en haut dite par les historiens de l'art di sotto in sù, perspective plafonnante ou contre-plongée, selon l'expression moderne héritée du cinéma. Comme les méthodes de construction simplifiées, usuelles, enseignées par les académies, ne pouvaient s'y appliquer, puisqu'on ne peut y placer de ligne d'horizon, elle fit, le plus souvent, l'objet d'une partie séparée dans les manuels d'enseignement.

### Exploration des limites de la perspective
Après un siècle de triomphe de la perspective linéaire, les praticiens connaissent les limites de ses représentations. Au XVIe siècle, Vignole fait remarquer que le spectateur comprend sans gêne le volume représenté en perspective même s'il ne se trouve pas exactement au point qui sert à la construction, seulement à condition que l'angle de champ soit assez faible, c'est-à-dire que le spectateur soit assez loin du tableau par rapport à ses dimensions. Pour des raisons de construction pratique, la distance usuelle est de une fois et demie la plus grande dimension.
Le point de référence reste toujours au centre du tableau dans le sens de la largeur, mais on estime généralement que plutôt que de placer le spectateur, et par voie de conséquence la ligne d'horizon, au milieu dans le sens vertical, un décentrement qui peut aller jusqu'au tiers inférieur ou au tiers supérieur est plus agréable.

### La perspective à l'Académie

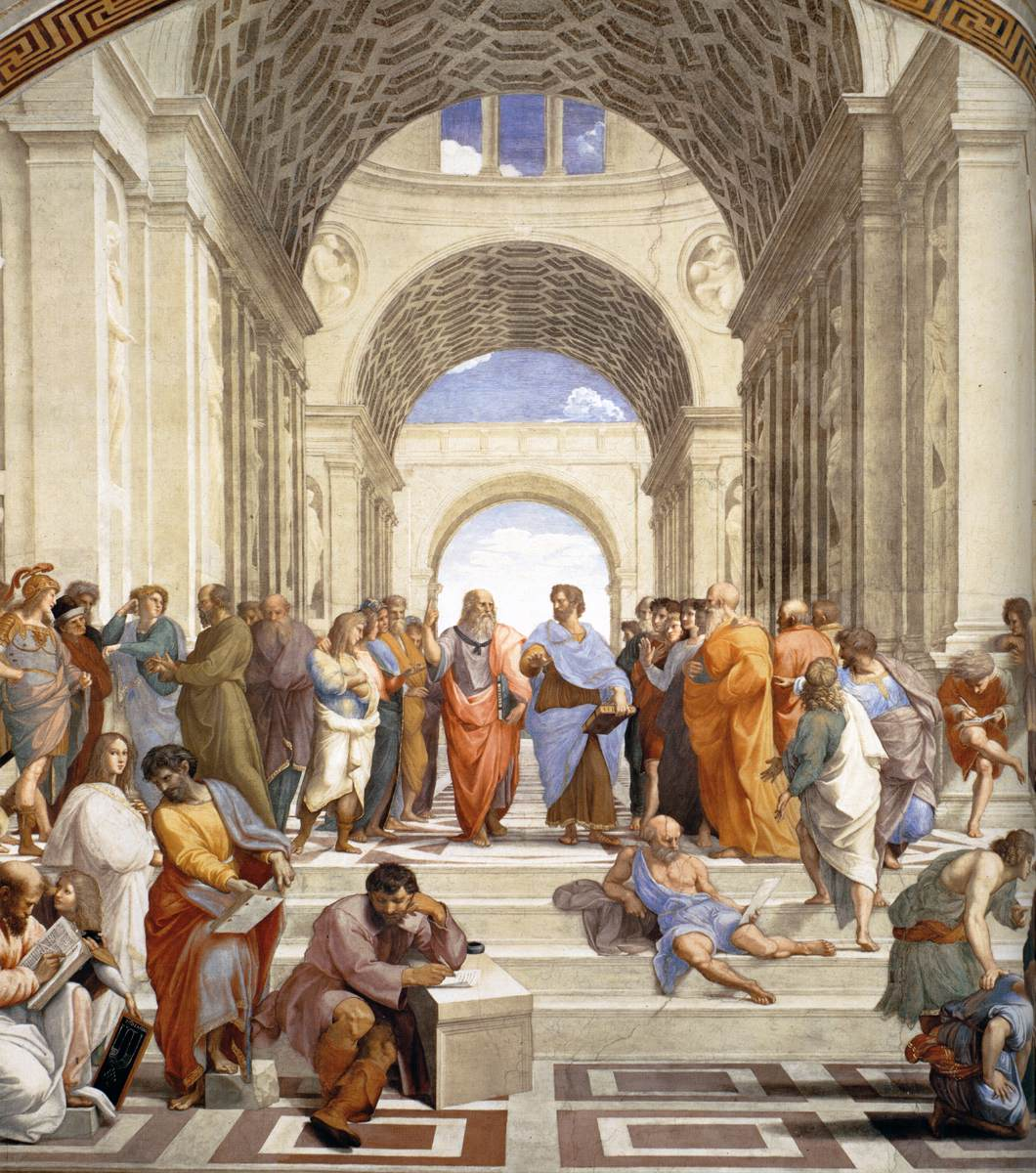
Le plafond à caissons en perspective de Raphaël (aidé probablement par Bramante) dans l'école d'Athènes, Vatican

L'enseignement de la perspective fait partie du programme des premières académies fondées à Florence, puis dans toutes les autres. Cet enseignement participe d'une formalisation et d'une simplification. La vue perspective concerne autant l'architecture que la peinture. L'académie promeut la perspective linéaire. Les artistes méprisent la perspective militaire ou cavalière, qui ne tend pas à l'illusion, mais permet aux artilleurs et aux stratèges de faire leurs calculs.
L'Académie royale de peinture et de sculpture prévoit l'enseignement de la perspective linéaire dès sa création en 1648. La place de cette discipline purement intellectuelle et mathématique est cependant problématique, et si l'artiste veut être savant, il ne veut pas être un savant. Abraham Bosse promeut une perspective totalement objective, basée sur la mesure et la construction, et qui exclut la perception de l'artiste ; il est exclu en 1661 à la suite d'un conflit sur le Traité de perspective de Jacques Le Bicheur qui est soutenu par Charles Le Brun. Progressivement, la perspective acquiert une position de base de l'art, plutôt que d'accomplissement : « Sans une connaissance exacte de la perspective, on produira souvent des choses absurdes ; cependant il y a de la pédanterie à en faire un vain étalage », écrit William Gilpin à la conclusion du XVIIIe siècle.
La perspective est alors si associée à la peinture que certains auteurs les assimilent. Au cours du XIXe siècle, un savant estime que le projet de la peinture « consiste à distribuer des couleurs sur les surfaces, de façon à provoquer, sur l'œil de l'observateur, une impression analogue à celle que produiraient les objets eux-mêmes ».

### Les «vues»
Depuis les débuts de la représentation en perspective, les artistes se basent soit sur des plans d'architecture ou des estimations comme celles qui leur font converger sur des points de fuite les lignes horizontales des bâtiments, soit sur des instruments comme le perspectographe qui permettent de placer aisément les points principaux du sujet. Ces instruments assistent à la peinture de « vues » de villes ou paysages.
Au XVIIIe siècle, le peintre Canaletto est célèbre dans toute l'Europe pour ses « vedute » de Venise, basées sur des relevés effectués à la chambre noire. Dans ces productions, l'artiste corrige la géométrie perspective rigoureuse que l'instrument produit, afin de donner une impression plus conforme à la perception de l'architecture qu'en a le promeneur, ou bien de composer plus gracieusement la vue. Ces libertés passeront longtemps inaperçues.

### Les remises en cause
Au XIXe siècle, l'essor des arts décoratifs et du dessin technique entraîne l'enseignement plus large de la perspective linéaire. Il crée une catégorie de techniciens spécialistes du labeur fastidieux de la construction perspective exacte. La photographie fournit un moyen simple et définitif de s'assurer de la conformité générale de l'image à la nature, qui reste un pilier de l'enseignement académique. Les artistes peintres cherchent ailleurs les critères d'excellence.
Dès le XVIIe siècle, les missionnaires européens avaient montré l'art de leurs pays en Chine et au Japon et en avaient exposé les principes. La notion académique de la perspective divergeait trop des valeurs artistiques supérieures de ces pays pour s'y imposer : elle sera réinterprétée. La mode du japonisme ramène en Europe cette synthèse dans le dernier tiers du XIXe siècle. L'intérêt pour l'Extrême-Orient répond à la crise de la définition de l'art, notamment en ce qui concerne le modelé et la perspective qui fondent la représentation du relief dans la tradition européenne.
Après les innovations de Cézanne, les symbolistes, les Nabis prônent un retour à la liberté perspective des artistes de la Renaissance : « leur souple fantaisie s'est accommodée des lois de l'anatomie et de la perspective que nous rejetons comme les pires entraves », et valorisent la « gaucherie des primitifs ». Ce rejet s'exprime de façon parfois contradictoire : le cubisme tire son nom, non pas d'une figure plate, mais d'un volume. André Lhote estime que la perspective linéaire apparaît « un peu enfantine en son principe, sinon en ses applications ».
La diffusion massive de la photographie et du cinéma au début du XXe siècle a ouvert une période pendant laquelle les courants artistiques dominants s'interdisaient le dessin en perspective. « Je fais de la perspective parce que c'est interdit », déclare Vieira da Silva. Dans les autres arts graphiques, et notamment dans la bande dessinée, l'idéal expressif du dessin en perspective oriente le travail de bon nombre de dessinateurs. Le scénarimage de la production audiovisuelle vise explicitement à l'évocation de la vue perspective obtenue par l'objectif photographique, tout comme souvent le dessin animé. Les promoteurs immobiliers font réaliser des vues perspectives réalistes des futurs bâtiments pour séduire les acheteurs.

## Esthétique et morale
Le triomphe de l'illusion perspective, et la divulgation des raisonnements qui la soutiennent, l'ont fait utiliser comme métaphore dans un discours moral, comme celui de Bossuet au XVIIe siècle à propos d'anamorphose.
Panofsky puis Francastel ont montré que le choix de la perspective, comme méthode de description d'un sujet de la peinture, participait d'une représentation du monde. Au Moyen Âge, tout comme à l'époque moderne, les artistes ont préféré d'autres codes de représentation et d'autres artifices de décoration.

### Ciels
Auparavant, le fond n'était pas un ciel, c'était souvent un aplat vertical doré, on n'avait pas besoin de technique de perspective pour cette surface. Il représentait l'espace sacré, divin, les personnages étaient surtout des saints, Dieu, le roi de droit divin. À la Renaissance les cieux deviennent bleus, avec ou sans dégradé atmosphérique, avec ou sans nuages, verticaux comme un fond de théâtre ou horizontaux comme un haut plafond. Il s'agit d'un espace réel, humain, redécouvert par les humains, profane pour le moins[réf. nécessaire].
La Renaissance ayant terminé son cycle avec la Réforme protestante et la Contre-Réforme, le Rococo peint les voûtes des églises comme une échappée vers les Cieux peuplés de Dieu et des Saints, avec des thèmes comme l'Assomption de Marie, dans une perspective plafonnante.

### Point central
À la Renaissance l’être humain (et non pas Dieu) est placé au centre de l'univers, ce que l'on traduit en première lecture par le peintre (son œil) est au centre du tableau. C'est un raccourci. Car ce qui est au centre du tableau est la projection de l'œil. Sur le centre de la peinture, il s'agit souvent d'un monument, d'un personnage profane, d'un personnage religieux (est-ce Jésus dans les Noces de Cana de Véronèse ?). Quelquefois le personnage central regarde ailleurs, quelquefois il regarde le peintre ou le spectateur droit dans les yeux. Mais il est vrai que ce n'est plus Dieu qui est majoritairement au centre du tableau. D'où une nouvelle énigme de la perspective, s'il n'y avait ni Dieu ni personnage ni bâtiment, qu'y aurait-il ? Le point central à l'infini, concept en cours d'élucidation.

### Auréoles
Le choix de la perspective ira jusqu'à changer la forme des auréoles des personnages saints en ne dessinant plus le cercle parfait de la peinture byzantine, mais une ellipse conforme à l'espace construit perspectif suivant la position du personnage la portant.
Cette nouvelle représentation correspond à une transformation de la conception de la sainteté. L'auréole des Byzantins représentait symboliquement ou simplement signalait que de la lumière d'origine divine émanait du personnage représenté. Certaines peintures figuratives montrent cette lumière éclairer les objets alentour, comme, métaphoriquement, la foi ou la grâce divine illuminent l'esprit. L'auréole représentée en perspective n'est plus qu'un attribut, qu'un accessoire de la sainteté, qui la désigne sous une variété de costumes.

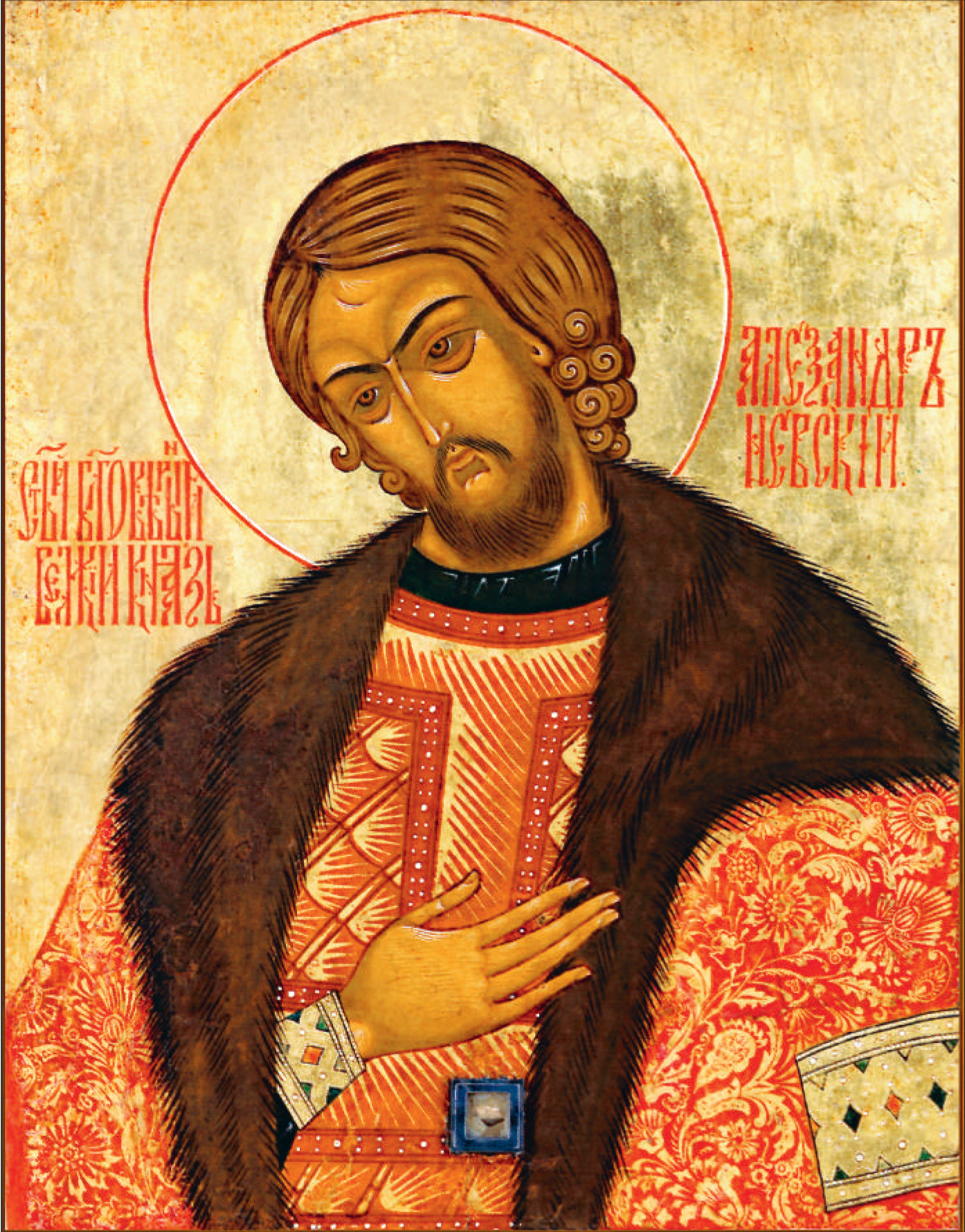
peinture byzantine
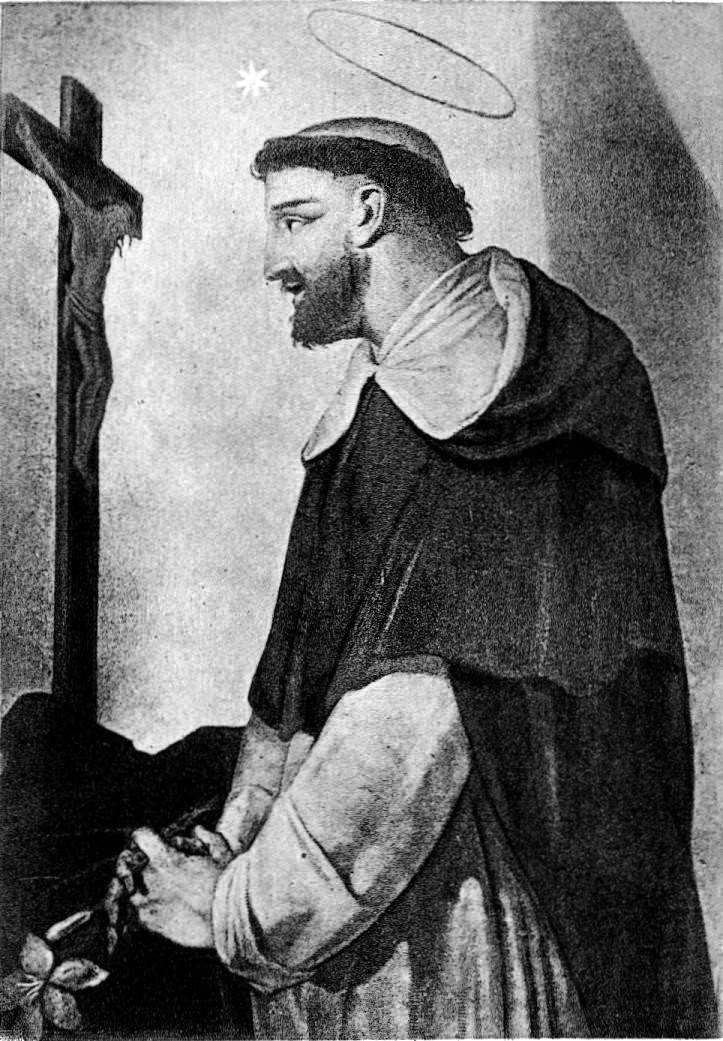
Saint Dominique

### Infini
Cette énorme question reste longtemps suspendue dans l'hésitation. Il est certain que la Renaissance a bien compris les règles de représentation du sol pavé, carrelé régulièrement avec la règle de décroissance des intervalles. La construction d'Alberti donne, sur le bord du tableau, l'abaque de dessin[Quoi ?] du raccourci des carreaux au fur et à mesure qu'on s'éloigne du peintre.
Mais en général on se garde bien de prolonger le sol jusqu'à l'infini, jusqu'au point où toutes les fuyantes perpendiculaires au tableau convergeraient, qui d'ailleurs est le projeté de l'œil du peintre. On risquait de retomber sur deux contradictions, d'une part l'œil du peintre est à distance finie du tableau et ce même point serait à distance infinie de l'autre côté, d'où dissymétrie flagrante ; d'autre part on élimine le Divin du centre de l'univers et on le remplacerait par une nouvelle Transcendance, l'infini. D'ailleurs à la Renaissance, les peintres comme les savants ne se risquaient pas à affirmer que l'univers avait une taille infinie (ce qui est encore incertain) ; le peintre est en droit d'hésiter à remplacer Dieu par un concept peut-être physiquement faux.
Fort opportunément le plus souvent le rayon visuel de l'infini du carrelage est arrêté en cours de route par un personnage, un mur, une montagne, un bâtiment. Si la porte du bâtiment s'ouvre, le rayon visuel avance un peu mais cogne contre la paroi du fond du bâtiment. Plus tard on pourra remplacer le bâtiment par un arc de triomphe, une route continuera après l'arc, on pourra même placer deux arcs successifs, le second étant représenté dans le vide du premier, la route continuera imperturbablement, ses deux bords pourraient se rejoindre au centre du tableau, que faire ? Mais a-t-on vu une route aller jusqu'à l'infini ? À la rigueur on arrivera au bord de la mer, l'entité qui va aussi loin qu'on veut sera le plan de la mer qui, si la Terre est plate ou sphérique se traduira par la « droite d'horizon » sur le tableau, on esquivera le mystère de la figuration du point central à l'infini en représentant une frontière horizontale centrale qui délimite deux zones de couleurs peintes, la zone d'eau et celle de ciel.
Bien après la Renaissance, il reste l'artifice de placer un navire providentiel sur le point central, comme Claude Gellée qui y recourt dans Ulysse remet Chryséis à son père (v. 1644), ou d'y placer un soleil dans un halo éblouissant, ou encore, une brume où ciel et eau se mélangent, voir Le Pèlerinage à l'île de Cythère.

#### Ouvrages historiques
- (la) Leon Battista Alberti, De pictura, 1436 (lire en ligne)traduit en langue vulgaire avec le titre Della pittura, traité publié en français en 1869 sous le titre De la statue et de la peinture, première étude scientifique de la perspective (nouvelles traductions publiées en français en 1992 et 2004).
- (la) Jean Pèlerin Viator, De Artificiali Perspectiva, Toul, 1505 (lire en ligne)
- Sebastiano Serlio (trad. Jean Martin), Le premier livre d’architecture… Le second livre de perspective…, Paris, Jean Barbé, 1545 (lire en ligne)
- Jacques Ier Androuet du Cerceau, Leçons de perspective positive, Paris, M. Patisson, 1576 (lire en ligne)
- Jacopo Barozzi da Vignola (trad. de l'italien par Pascal Dubourg Glatigny, préf. Ignazio Danti), Les Deux Règles de la perspective pratique [« Due regole della prospettiva pratica »], Paris, CNRS, 2003 (1re éd. 1583), 592 p. (ISBN 2-271-06105-9 et 978-2-271-06105-8, OCLC 317463677, BNF 39032121)
- (la) Hans Vredeman de Vries, Perspective, 1604 (lire en ligne)
- Pierre-Henri de Valenciennes, Elémens de perspective pratique : à l'usage des artistes, Paris, 1799 (lire en ligne)

#### Ouvrages modernes
- Erwin Panofsky (trad. Guy Ballangé), La perspective comme forme symbolique et autres essais, Paris, Minuit, 2006 (1re éd. 1937 (fr : 1975)) (ISBN 978-2-7073-0091-1).
- Pierre Francastel, « Naissance d'un espace, mythes et géométrie au quattrocento », Revue d'Esthétique, no 4,‎ 1951 ; repris dans Pierre Francastel, Peinture et société : naissance et destruction d'un espace plastique : de la Renaissance au cubisme, Denoël, 1994 (1re éd. 1951) puis dans Pierre Francastel, Études de sociologie de l'art, Gallimard, coll. « Tel » (no 152), 1970, p. 131-189.
- Albert Flocon et René Taton, La perspective, Paris, PUF, coll. « Que-Sais-je? » (no 1050), 1963, 126 p. (ISBN 2-13-054852-0).
- André Barre et Albert Flocon (préf. Georges Bouligand), La perspective curviligne : de l'espace visuel à l'image construite..., Paris, Flammarion, 1967.
- Hubert Damisch, L'origine de la perspective, Paris, Flammarion, 1993 (1re éd. 1987).
- Philippe Comar, La perspective en jeu, Gallimard, coll. « Découvertes » (no 1358), 1992.
- Dominique Raynaud, L’hypothèse d’Oxford, essai sur les origines de la perspective, Paris, PUF, 1998.
- Daniel Arasse, L'Annonciation italienne. Une histoire de perspective, Paris, Hazan, 2010 (1re éd. 1999), 375 p. (ISBN 978-2-7541-0453-1).